# Buitencentrum De Weerribben

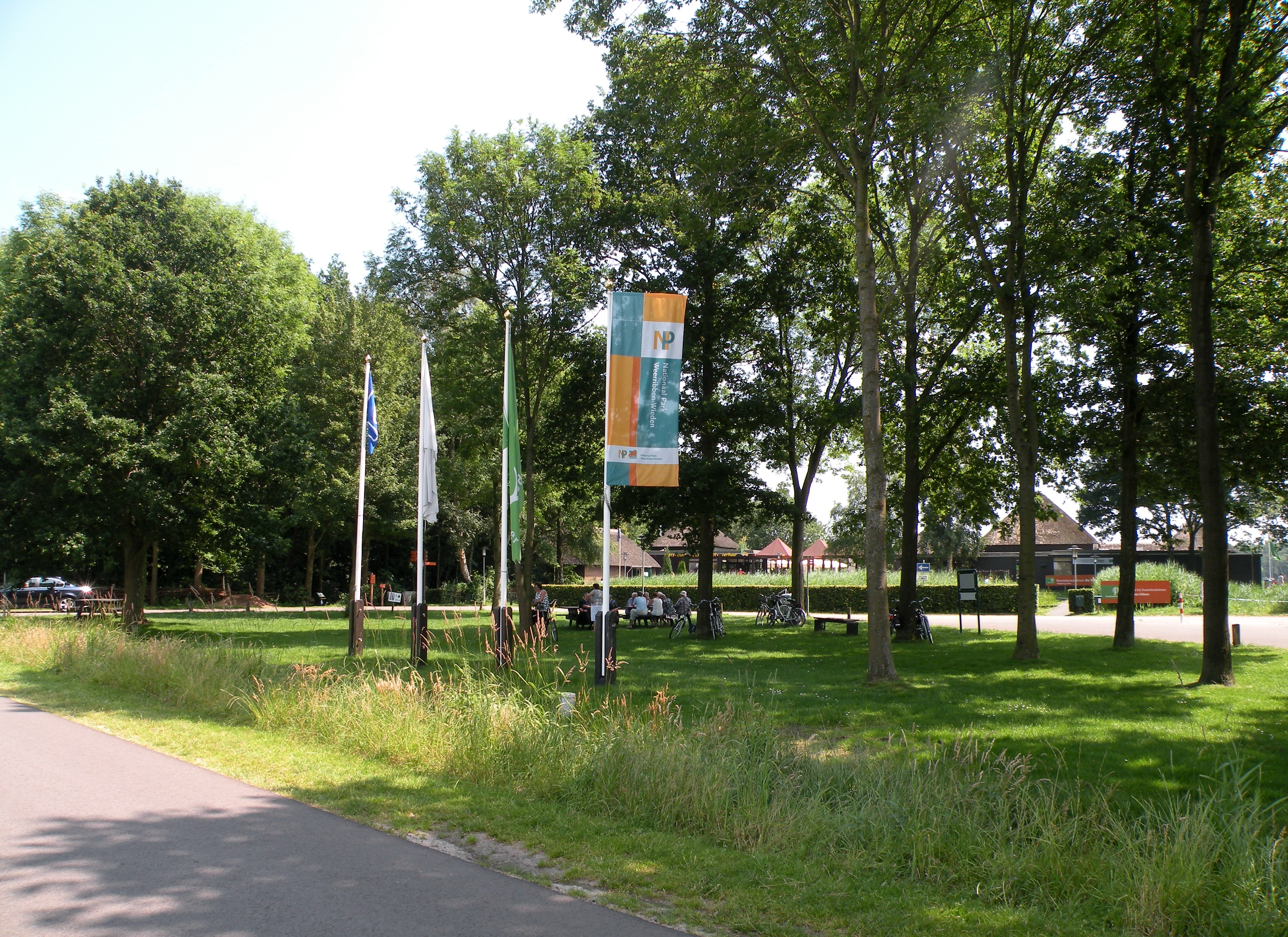
Bezoekerscentrum De Weerribben

Het buitencentrum De Weerribben is een van de bezoekerscentra in Nederland van Staatsbosbeheer.
Het centrum is gesitueerd aan de rand van het natuurgebied De Weerribben, onderdeel van Nationaal Park Weerribben-Wieden. Rondvaartboten uit bijvoorbeeld Meppel hebben dit buitencentrum in hun programma van dagtochten opgenomen. Het buitencentrum behoort bij het dorp Ossenzijl in de provincie Overijssel.
In het buitencentrum is onder meer de "eendenkooi van Bakker" herbouwd en een zeer eenvoudig ingerichte, rietgedekte woning met bedstede uit het begin van de 20e eeuw. Verder is er een winkeltje met allerlei artikelen die met de natuur te maken hebben zoals fossielen en mineralen en er is een boekenhoek met boeken over flora en fauna.